# يونس موسى
يونس موسى (مواليد 29 نوفمبر 2002) هو لاعب كرة قدم أمريكي يلعب في مركز الوسط مع إيه سي ميلان في الدوري الإيطالي.

## روابط خارجية
- يونس موسى على موقع الاتحاد الأوربي (الإنجليزية)
- يونس موسى على موقع الدوري الأمريكي (الإنجليزية)
- يونس موسى على موقع قاعدة بيانات كرة القدم.إي يو (الإنجليزية)
- يونس موسى على موقع ليكيب (الفرنسية)
- يونس موسى على موقع ناشيونال فوتبول تيمز (الإنجليزية)
- يونس موسى على موقع Soccerbase.com (لاعب) (الإنجليزية)
- يونس موسى على موقع Soccerway.com (الإنجليزية)
- يونس موسى على موقع عالم كرة القدم.نت (الإنجليزية)